# Bibel 2011
Bibel 2011 ist der Titel einer norwegischen Bibelübersetzung in die beiden norwegischen Standardvarietäten bokmål und nynorsk.
Die Arbeit an dieser Bibelübersetzung wurde 1999 begonnen. 2005 wurde das Neue Testament veröffentlicht, und 2011 folgte schließlich eine vollständige Übersetzung. An der Übersetzung wirkten neben drei Übersetzern der norwegischen Bibelgesellschaft 30 weitere Übersetzer, überwiegend Gräzisten und Hebraisten, sowie zwölf norwegische Schriftsteller, wie Jon Fosse oder Karl Ove Knausgård, mit.
Am 19. Oktober 2011 wurde mit dem Verkauf der Startauflage von 25.000 Exemplaren begonnen, wofür einige Buchhandlungen bereits um 3.00 Uhr öffneten. Bis Ende des Jahres 2011 wurden 79.000 Exemplare verkauft. Sie führte in den Wochen nach ihrer Veröffentlichung mehrfach die norwegischen Bestsellerlisten an.
Neben einer gedruckten Ausgabe gibt es diese Übersetzung auch für Mobilgeräte mit Apple iOS oder Android, sowie als Hörbuch.